# 2021年阿拉斯加地震

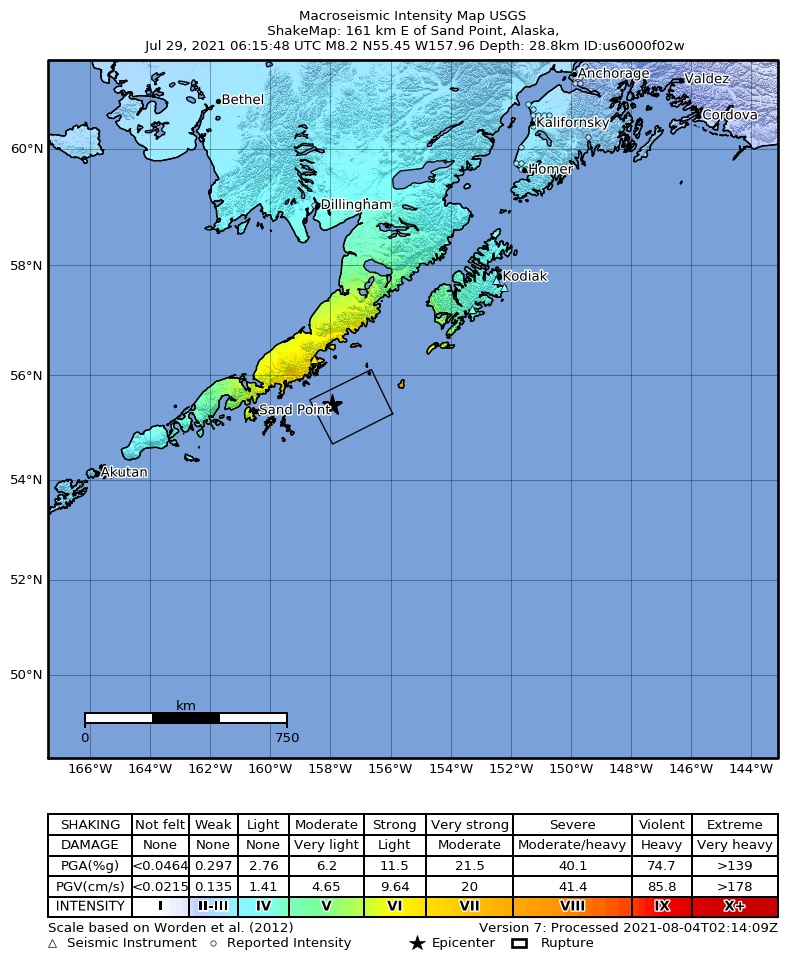
美國地質調查局的地图

2021年阿拉斯加地震是指2021年7月29日（UTC+8）14时15分发生于美国阿拉斯加州以南海域的一场地震。该次地震震中位于55°28′26″N 157°55′01″W / 55.474°N 157.917°W, 震级为MW8.2级。出現海嘯。